# Couronnement de Louis

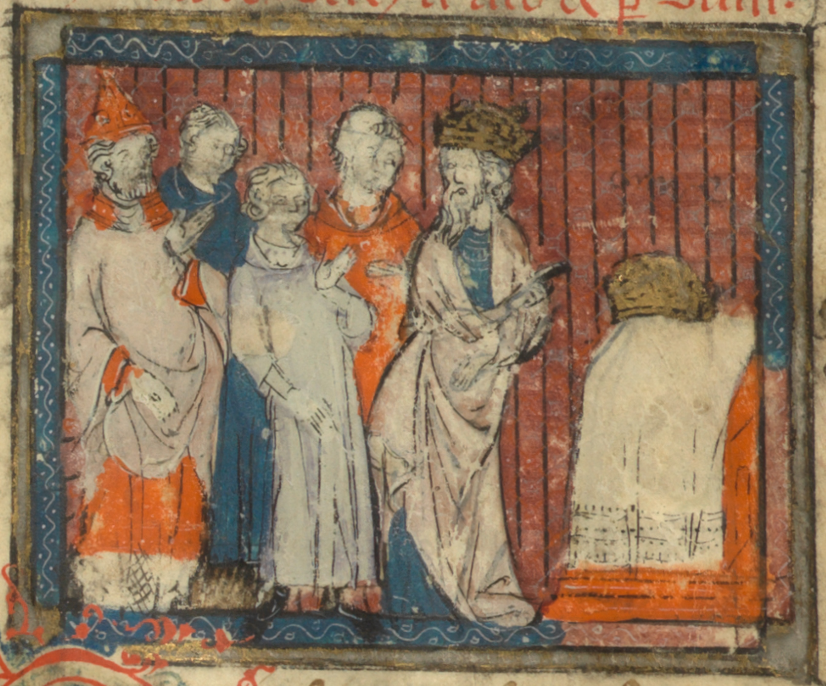
Illustration sur le manuscrit 24369, au recto du feuillet 75, au début du Couronnement de Louis

Le Couronnement de Louis (Coronement du Roy Looye) est une chanson de geste anonyme datant du XIIe siècle qui met en scène Guillaume d'Orange, l'empereur Charlemagne et Louis, son jeune fils.

## Argument
L'empereur Charlemagne, se sentant affaibli par la vieillesse, veut transmettre la couronne à son fils Louis âgé de 15 ans. Il organise une cérémonie dans la chapelle palatine d'Aix-la-Chapelle devant une cour plénière, au cours de laquelle il veut faire de Louis son héritier officiel. Il prévient son fils qu'il n'aura la couronne que s'il la mérite par son courage et ses actions guerrières contre les Sarrazins. Le futur roi est effrayé par l'avenir qui l'attend et n'ose pas prendre la couronne que son père lui tend. Le duc Hernaut d'Orléans (ou Arnéïs d'Orléans, à ne pas confondre avec le frère aîné de Guillaume d'Orange qui porte le même nom) en profite pour proposer à Charlemagne de prendre Louis en tutelle en attendant sa majorité, pour voir s'il peut le transformer en vrai chevalier ; mais son objectif réel est de prendre la tête de l'empire. Charlemagne accepte, mais Guillaume d'Orange a été prévenu de la machination d'Hernaut. Il se précipite dans la chapelle et assomme mortellement Hernaut. Il prend alors la couronne et la dépose sur la tête de Louis à la plus grande joie de l'empereur qui accepte de retarder son abdication le temps que Guillaume puisse exécuter un pèlerinage à Rome auquel il tient beaucoup.
Lors de ce pèlerinage, le roi sarrazin Gallafre s'apprête à ravager Rome. Il propose au pape que le sort de la cité soit décidé par un combat singulier entre deux champions. Le champion sarrazin est le roi Corsolt, un géant terrifiant. Bien sûr, le pape choisit Guillaume d'Orange comme champion. Celui-ci va finir vainqueur mais, au cours du combat, Corsolt va découper le bout du nez de Guillaume qui prendra ainsi le surnom de « Guillaume au Court Nez » (Guillaume au Cort Nès).
L'épisode de la désignation du jeune Louis comme successeur de Charlemagne est inspiré d'un fait réel relaté dans la chronique de Moissac. Le 11 septembre 813, l'empereur réunit une « grande assemblée du peuple » au palais d’Aix-la-Chapelle pour légiférer. Cette assemblée fait de Louis, qui est le dernier fils survivant de Charlemagne, un roi et un empereur.

## Personnages
- Guillaume d'Orange : héros de plusieurs chansons de geste inspiré du véritable comte de Toulouse Guillaume de Gellone, il est un des fils d'Aymeri de Narbonne. C'est un fidèle lieutenant de Charlemagne ; au cours de la chanson de geste Les Enfances Guillaume, il a fait serment à l'empereur de prendre Louis sous sa protection.
- Charlemagne
- Louis : le dernier fils survivant de l'empereur Charlemagne
- Hernaut (ou Arnéïs)
- Corsolt